# Horní Nové Město
Horní Nové Město je jižní část pražského Nového Města, kterou od Dolního Nového Města odděluje Václavské náměstí. Kromě něj sousedí také se Starým Městem, Smíchovem, Vyšehradem, Nuslemi a Vinohrady a jeho centrem je Karlovo náměstí (dřívější Dobytčí trh). Do roku 1926 mělo Horní Nové Město svůj okresní soud.
Zatímco severní část byla intenzivně zastavěna již v období středověku, jižní část blíže Vyšehradu zůstával dlouho do novověku relativně řídce zastavěná a byly zde uvnitř hradeb zahrady a vinice, nechyběly kostely a kláštery, možná záměrně symbolicky uspořádané do kříže. Zde pak vznikla univerzitní čtvrť Albertov. Celá oblast podél Vltavy prošla zásadní proměnou od konce 19. století, kdy byla po Josefově největší zónou Pražské asanace. Vystavěla se nábřeží a nové domy, zmizelo mj. svérázné Podskalí s vorařskou Výtoní, zmizela dominanta nad řekou, Svatováclavské trestnice i s Břežskou skálou, na které stála, a s Hrádkem Václava IV. a téměř celý Zderaz se změnil, zmizely vodní mlýny u Žofína a proměnila se Vojtěšská čtvrť.

Rašínovo nábřeží Horního Nového Města s Tančícím domem a společensky oblíbenou náplavkou